# Само за њу
Само за њу је тринаести музички албум српског певача Шабана Шаулића. Објављен је 1988. године у издању музичке куће Југодиск. На албуму се налази десет песама. Као хитови издвојиле су се песме Само за њу, Сањам жену с малишаном и Кафанац.

## Песме
| Бр. | Назив песме              | Трајање |
| --- | ------------------------ | ------- |
| 1.  | Само за њу               | 03:49   |
| 2.  | Ти си мени и немоћ и моћ | 04:29   |
| 3.  | Кафанац                  | 02:56   |
| 4.  | С тобом је срећа         | 02:49   |
| 5.  | Дајем ти све             | 02:38   |
| 6.  | Душо моја, срећо моја    | 02:36   |
| 7.  | Љубави, веруј ми         | 03:05   |
| 8.  | Ноћна птицо, варалицо    | 03:06   |
| 9.  | Лек за душу              | 03:25   |
| 10. | Сањам жену с малишаном   | 03:39   |

Информације
- Одговорни уредник: Живадин Јовановић
- Рецензент: Света Вуковић
- Продуцент: Шабан Шаулић
- Оркестар: Оркестар Зорана Ђорђевића
- Пратећи вокали: Снежана Ђуришић
- Тон мајстор: Александар Аца Радојичић
- Фотографија: Владимир Бачлија
- Снимано у студију Музички електронски атеље „ЕМА”, Београд